# Белфор сир Ребанти
Белфор сир Ребанти (фр. Belfort-sur-Rebenty) насеље је и општина у јужној Француској у региону Лангдок-Русијон, у департману Од која припада префектури Лиму.
По подацима из 2011. године у општини је живело 39 становника, а густина насељености је износила 7,44 становника/km². Општина се простире на површини од 5,24 km². Налази се на средњој надморској висини од 710 метара (максималној 932 m, а минималној 680 m).

## Демографија
| 1962. | 1968. | 1975. | 1982. | 1990. | 1999. | 2011. |
| ----- | ----- | ----- | ----- | ----- | ----- | ----- |
| 47    | 66    | 52    | 42    | 40    | 37    | 39    |

График промене броја становника у току последњих година